# 新人王賽 (台灣棋院)
新人王戰為台灣的職業圍棋比賽，台灣棋院主辦。第一屆新人王戰於2002年舉行，2008年停辦。

## 賽制
- 分類：限制棋賽
- 資格：台灣棋院30歲以下、七段以下職業棋士均可參加。
- 棋規：採比目法，一律分先，黑先貼還六目半
- 賽制：採單淘汰賽，決賽採三局二勝制
- 時限：
  - 初賽：每局各用時二小時，最後五分鐘讀秒
  - 決賽：每局各用時三小時，最後十分鐘讀秒

## 獎金對局費
- 冠軍獎金：7萬元。
- 亞軍獎金：3萬元。
- 基本對局費：初賽勝4千元，敗3千元，決賽無對局費

## 歷屆新人王
| 屆次 | 年份   | 頭銜        | 比分 | 亞軍        |
| ---- | ------ | ----------- | ---- | ----------- |
| 1    | 2002年 | 林至涵 二段 | 1:0  | 林宇翔 初段 |
| 2    | 2003年 | 林至涵 四段 | 1:0  | 黃祥任 三段 |
| 3    | 2004年 | 夏大銘 三段 | 2:1  | 林至涵 五段 |
| 4    | 2005年 | 夏大銘 三段 | 2:0  | 林至涵 七段 |
| 5    | 2006年 | 庾炅旻 五段 | 2:1  | 林宇翔 二段 |
| 6    | 2007年 | 夏大銘 四段 | 2:0  | 林宇翔 三段 |
| 7    | 2008年 | 蕭正浩 六段 | 2:0  | 廖冠泓 二段 |

## 沿革
- 2002第一屆:
  - 本賽制:分組循環賽制
  - 分組出線者進行一番決賽

- 2003第二屆:
  - 雙敗淘汰賽制
  - 分組出線者進行一番決賽

- 2004第三屆:
  - 採單敗淘汰賽制
  - 決賽三番棋

- 2005第四屆:
  - 基本對局費4000元

- 2006第五屆:
  - 基本對局費勝方4000元，敗方3000元.